# Chthonius heterodactylus
Chthonius heterodactylus är en spindeldjursart som beskrevs av Tömösvary 1882. Chthonius heterodactylus ingår i släktet Chthonius och familjen käkklokrypare. Inga underarter finns listade i Catalogue of Life.